# Grootfontein
Grootfontein es una ciudad en la región de Otjozondjupa en el noreste de Namibia. Está en el B8, una Ruta Nacional namibia que conduce de Windoek a la Franja de Caprivi, en el triángulo Otavi. En afrikáans, su nombre significa "Gran Manantial" y hay en efecto un gran manantial termal cerca de la ciudad.
En 1885, 40 familias Bóer del noroeste de Sudáfrica se establecen en Grootfontein. Eran parte del Dorslandtrekker, que se dirigían hacia Angola. Cuando aquel territorio cayó bajo el control portugués, se volvieron atrás y trataron de establecer "la República Upingtonia" en Grootfontein. Abandonada hacia 1887, se convirtió en la oficina central de la Compañía de África del Suroeste en 1893.
Como todas las ciudades en el triángulo Otavi, Grootfontein es muy verde en verano, pero seco en invierno. En primavera, el jacarandá y otros árboles extravagantes florecen en profusión. La ciudad tiene una vieja fortaleza alemana de la Schutztruppe (fuerza armada colonial) a partir del año 1896, que hoy aloja un museo que expone la historia local. La principal motivación económica del área fue durante muchas décadas las minas Berg Aukas y Abenab al noreste de la ciudad. Produjeron zinc y vanadio, pero se han cerrado. Esta es la tierra de la dolomita y los depósitos de carbonato en las partes superiores de las minas han conservado interesantes fósiles de criaturas símicas o pongoides que vivieron millones de años antes de que el moderno hombre evolucionara.
Veinticuatro kilómetros al oeste de Grootfontein está el enorme meteorito Hoba. Es fácilmente el meteorito conocido más grande en la Tierra, así como ser la masa más grande de hierro conocida que exista en la superficie del planeta.

## Transporte
Grootfontein es una estación terminal del TransNamib, el sistema de ferrocarril y de transporte nacional. Grootfontein también tiene una base militar que alojó varias unidades de la ahora extinta Fuerza de Defensa sudafricana. Tiene un campo de aviación que puede manejar a grandes portadores de transporte como Hercules C130, así como aviones comerciales de pasajeros.
- Datos: Q986336
- Multimedia: Grootfontein / Q986336